# Leonor, madrastra
Leonor, madrastra es el sexto capítulo de la segunda temporada de la serie de televisión argentina Mujeres asesinas. Este episodio se estrenó el día 16 de mayo de 2006.
Este episodio fue protagonizado por Cristina Banegas en el papel de asesina. Coprotagonizado por Julieta Díaz, Vando Villamil y Ricardo Puente. También, contó con las actuaciones especiales de Miguel Dedovich y la primera actriz Susana Lanteri.

## Desarrollo

### Trama
Mónica (Julieta Díaz) y Luis (Ricardo Puente) son dos hermanos que tienen una familia muy unida; sus padres están casados hace mucho tiempo y ambos están muy bien. Pero un día llega Leonor (Cristina Banegas) que se transforma en la amante del padre de la familia. Unos años después la madre de los chicos muere, y su padre se casa con Leonor. El tema es que Leonor es una mujer muy codiciosa que pareciera gustarle más el dinero que otra cosa. 
Pasan los años y el padre muere. Leonor se queda con la casa junto con todas las pertenencias. Pero los hijos sospechan de su madrastra, es por eso que Mónica, si bien ya se encuentra independizada en su departamento, se va a vivir nuevamente a la casa. Cuando llega se encuentra que gran parte de las cosas que existían ya no están más: Leonor se encargó de venderlas. Pero igualmente los hermanos se disponen a luchar a que Leonor no se quede con todo el resto. 
Leonor mientras tanto introduce al hogar a su nuevo novio Nacho (Vando Villamil), que en verdad ya era su amante desde hace mucho tiempo, y esto por supuesto enfada a Mónica. 
Los hermanos no saben que hacer, y consultan al abogado, pero éste le da la noticia de que el campo perteneciente al padre ya es de Leonor, entre otras cosas. 
Leonor por su parte no sabe cómo deshacerse de los hijos de su exmarido, y aprovechando que Mónica se medica por padecer problemas cardiacos, vacía las medicinas provocando que Mónica muera de un paro respiratorio.

### Condena
La investigación determinó que Mónica murió por haber ingerido medicamentos que agravaron su enfermedad y desencadenaron un paro respiratorio. Para el fiscal se trató de un envenenamiento medicamentoso. Leonor fue considerada culpable y condenada a 14 años de prisión. Su amante fue procesado como cómplice, pero fue sobreseído.

## Elenco
- Cristina Banegas  cómo Leonor
- Julieta Díaz  cómo Mónica
- Susana Lanteri cómo Madre de Mónica
- Vando Villamil novio de Leonor
- Ricardo Puente cómo Luis
- Miguel Dedovich